# Jincheng, Kinmen
Jincheng är en köping och huvudort i Kinmens härad som lyder under Republiken Kina på Taiwan.
- Wikimedia Commons har media som rör Jincheng, Kinmen.

## Källa
1. ↑  Geohive Taiwan Arkiverad 17 december 2013 hämtat från the Wayback Machine.